# Euronychodon
Euronychodon (Euronychodon) to niewielki mięsożerny teropod, którego nazwa oznacza ,,europejski szponiasty ząb".
Nazwa jego znaczy - europejski szponiasty ząb.  Znane są dwa gatunki należące do tego rodzaju: 

E. portucalensis (Telles Antunes i  Sigogneau-Russell, 1991) występował w Portugalii w mastrychtcie. Jego szczątki złożone z trzech zębów (TV 18, TV 19) zostały znalezione w okolicach Taveiro. Jego zęby przypominają zęby innego celurozaura - paronychodona. 

E. asiaticus (Nessov, 1995) – znany z jednego zęba znalezionego w formacji Bissekt (Dzhira-Khuduk, Uzbekistan, Azja). Pochodzi on z koniaku, więc jest znacznie starszy od E. asiaticus i może wcale nie należeć do rodzaju Euronychodon. 

Obecnie euronychodona uważa się podobnie jak inne dinozaury znane tylko z zębów za nomen dubium - rodzaj niepewny.
Początkowo uznany za dromeozaura jest dzisiaj uznawany za troodonta lub innego celurozaura. Osiągał ok. 2 m długości. Budowa jego zębów świadczy o mięsożerności.